# Brot af Sigurdarkvidu

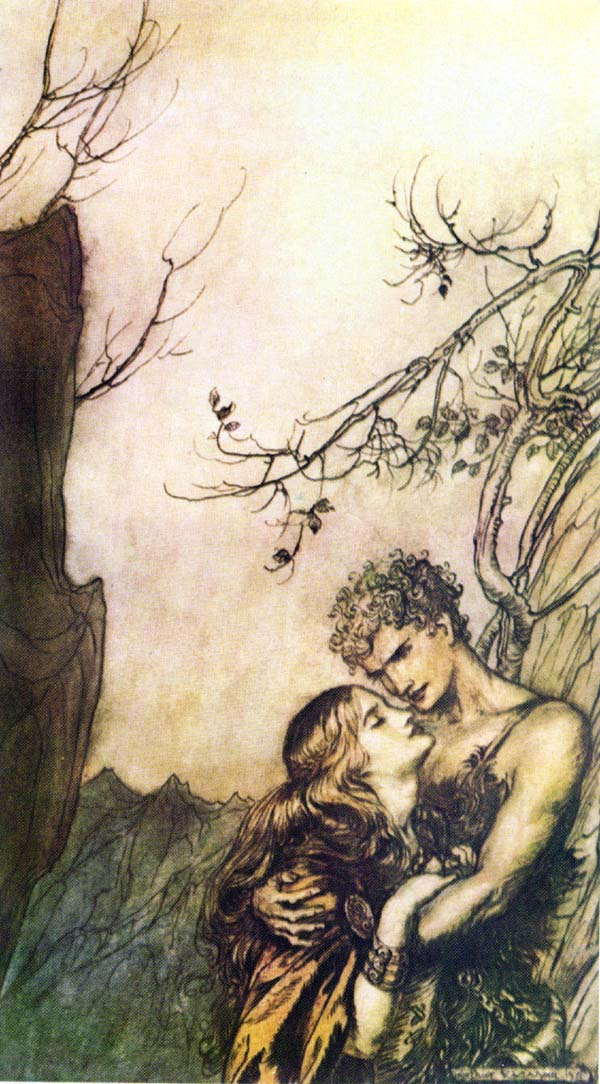
El poema trata extensamente el encuentro de Sigurd y Brynhildr. Ilustración de Arthur Rackham.

Brot af Sigurðarkviðu ("Fragmento del canto de Sigurd") es lo que se conservó de 22 estrofas de un poema heroico en nórdico antiguo de la Edda poética. En el manuscrito islandés Codex Regius faltan ocho páginas y es allí donde debería encontrarse la primera parte del poema así como la última parte de Sigrdrífumál.
Afortunadamente, la narración faltante fue preservada en la saga Völsunga, en forma de prosa con solo cuatro estrofas de poesía. De acuerdo a Henry Adams Bellows el tamaño original del poema pudo haber sido de más de 250 estrofas.